# Cèpe
Pour les articles homonymes, voir la Cèpe.
Taxons concernés
Plusieurs espèces dans les genres suivants
Au sens strict :
- Boletus

Au sens large :
- Gyroporus
- Leccinum
- Suillus
- Xerocomus
- etc.modifier

Cèpe est un nom vernaculaire ambigu en français, pouvant désigner plusieurs espèces différentes de champignons. Officiellement ce terme ne doit désigner que les espèces de Boletus au sens strict, mais, par utilisation populaire et abus de langage, ce terme englobe dans son sens large beaucoup plus d'espèces. Ces espèces au sens large sont principalement des bolets, comestibles, généralement au pied obèse orné d'un réseau et dont les pores blancs deviennent jaune olivâtres avec l'âge. Cependant l'ambiguité de ce terme lorsqu'il est utilisé en dehors de son sens strict peut aussi désigner des bolets ne partageant pas ces caractéristiques.
Le sens strict du nom Cèpe ne compte que quatre espèces de bolets dits "nobles" ; Le Cèpe de Bordeaux (Boletus edulis), le Cèpe bronzé (Boletus aereus), le Cèpe d'été (Boletus reticulatus) et le Cèpe des pins (Boletus pinophilus). À noter le fait que tous les Cèpes sont des bolets, mais que tous les bolets ne sont pas des Cèpes. Il existe plus d'une centaine d'espèces de bolets en France. Seulement quatre d'entre elles, celles citées ci-dessus, sont officiellement des Cèpes, en plus d'être déjà des bolets. Le Cèpe, selon cette définition et les caractéristiques communes de ces quatre espèces, est un bolet au pied typiquement obèse, orné d'un fin réseau blanc, à la chair ferme, immuable (ne changeant pas de couleur à la coupe), aux pores et tubes blancs devenant jaunes puis olivâtres avec l'âge et à la comestibilité excellente.

## Étymologie et histoire
Cèpe est un mot de genre masculin qui vient du latin cippus, via l'occitan gascon cep qui signifie tronc (le « cep » de vigne a la même origine).
Le mot cèpe fait son entrée dans le Dictionnaire de l'Académie française avec la 6e édition de 1832-1835 qui définit ces champignons comme étant pour la plupart bons à manger et plus particulièrement des bolets comestibles. La 8e édition (1932-1935) de ce même dictionnaire réduit cette définition aux seuls « champignons très charnus » et considère les cèpes comme synonymes de « bolets comestibles ».
Le Trésor de la langue française (1971-1994) considère seulement le cèpe comme synonyme de bolet comestible.

## Espèces - noms communs et scientifiques

### Noms normalisés
Liste alphabétique des noms normalisés qui sont recommandés par le Comité pour les noms français des champignons de la Société mycologique de France (SMF). Selon l'autorité mycologique, le terme de "Cèpe" ne revient qu'aux espèces du genre Boletus au sens strict, c'est-à-dire uniquement ces quatre espèces, qui sont, en Europe, les seules et uniques espèces de Cèpes :
- Cèpe de Bordeaux - Boletus edulis[7],[8],[9]. Caractérisé par son chapeau gras brun plus pâle vers les bords, sa chair sous-cuticulaire rosée et sa tendance hygrophile automnale.
- Cèpe d'été - Boletus reticulatus, (syn. Boletus aestivalis)[7],[8],[9]. Caractérisé par son chapeau sec brun terne uniforme, son réseau souvent étendu et sa tendance thermophile estivale.
- Cèpe bronzé - Boletus aereus, (alias Tête-de-nègre)[7],[8]. Caractérisé par son chapeau sombre, son réseau peu développé, son pied brun et sa tendance thermophile.
- Cèpe des pins - Boletus pinophilus[7]. Caractérisé par son chapeau acajou bordeaux ridé, sa chair sous-cuticulaire un peu rosée, son inféodation principale aux pins et sa tendance montagnarde.

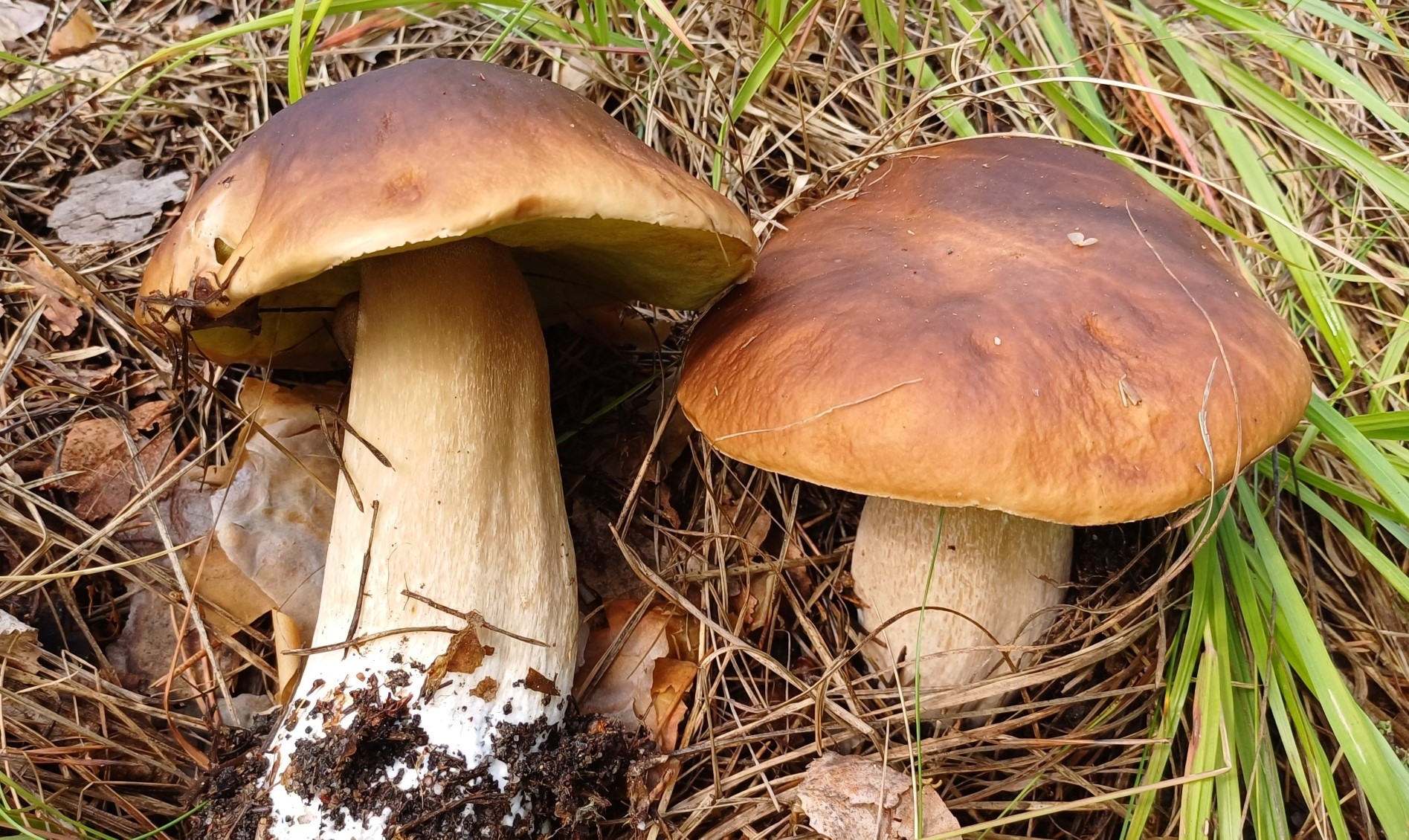
Cèpe de Bordeaux (Boletus edulis)
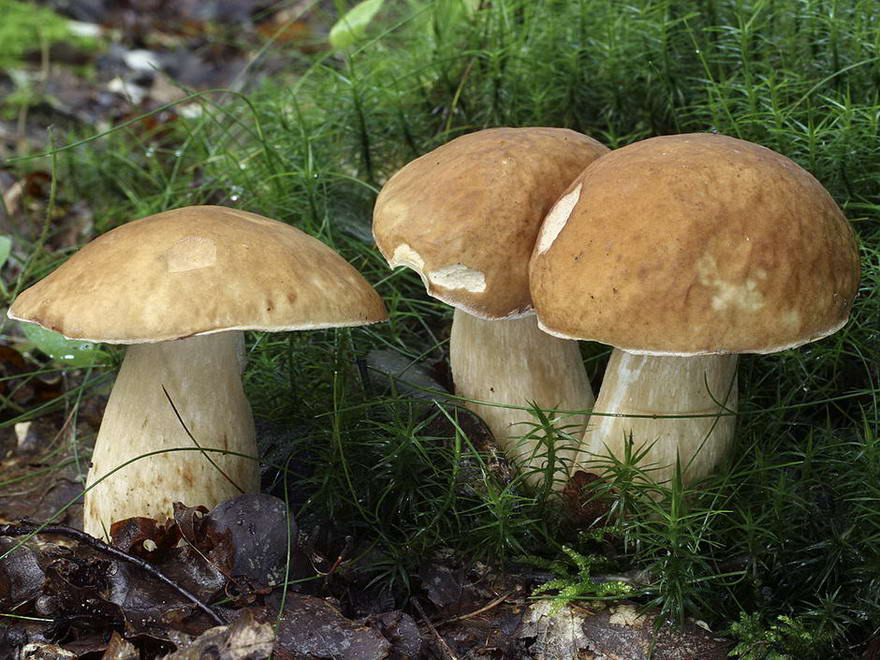
Cèpe d'été (Boletus reticulatus)
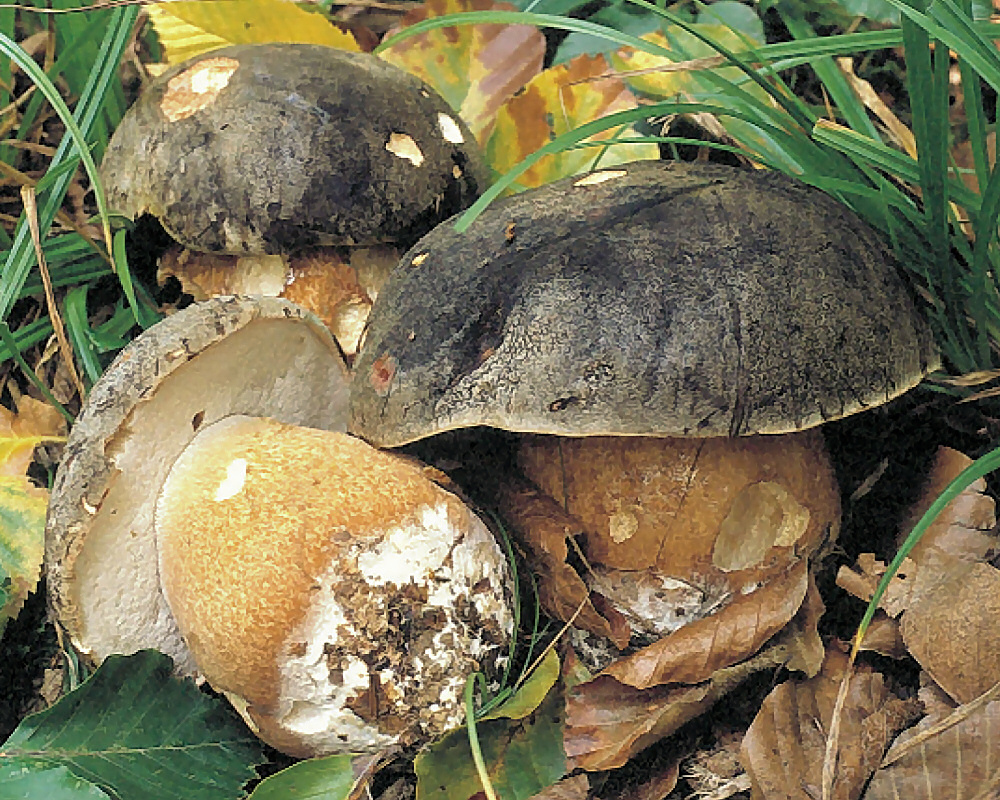
Cèpe bronzé (Boletus aereus)
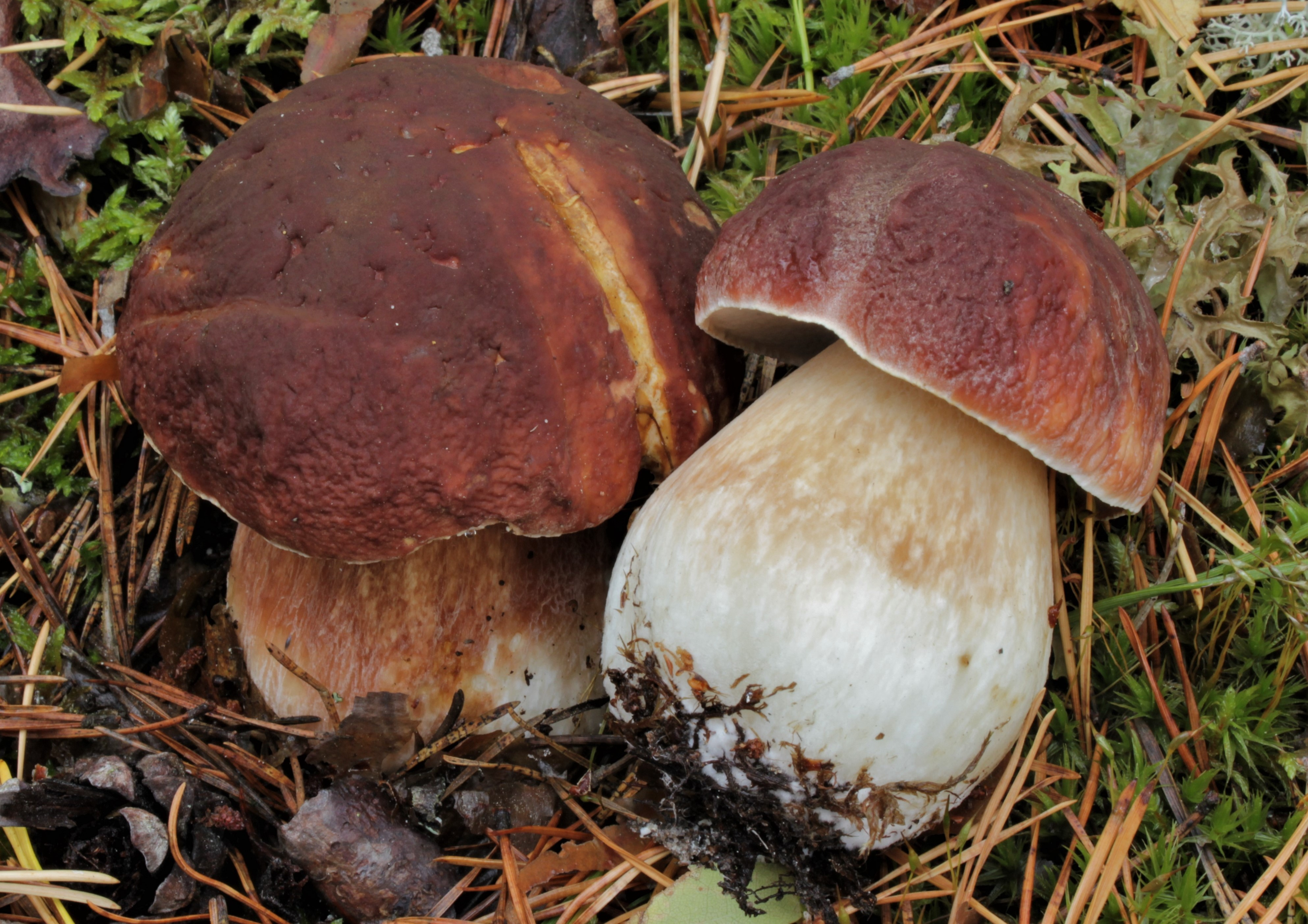
Cèpe des pins (Boletus pinophilus)

Ces quatre espèces étant donc les seules pour lesquelles le nom de "Cèpe" revient de droit et officiellement, on appliquera également ce terme pour les formes (ou variétés, ce qui revient au même) de ces espèces. Certaines d'entre elles étaient autrefois considérées comme des espèces de Boletus sensu stricto à part entière, ce qui leur a donné l'occasion d'obtenir un nom vernaculaire durant ce laps de temps où elles étaient classifiées comme des espèces indépendantes. Mais aujourd'hui, les analyses moléculaires ont révélé qu'elles ne sont en fait que des formes d'une des quatre espèces de Cèpes mentionnées ci-dessus. Toutefois, leur nom vernaculaire d'espèce leur est resté, ce qui résulte en ces cas particuliers de formes nommées, auxquelles on n'accorde pas normalement de nom vernaculaire. À part celles-ci, les quatre Cèpes ont également d'autres formes sans noms vernaculaires qui ne sont pas listées ici (voir la partie "variété et formes" pour chacun des quatre Cèpes).

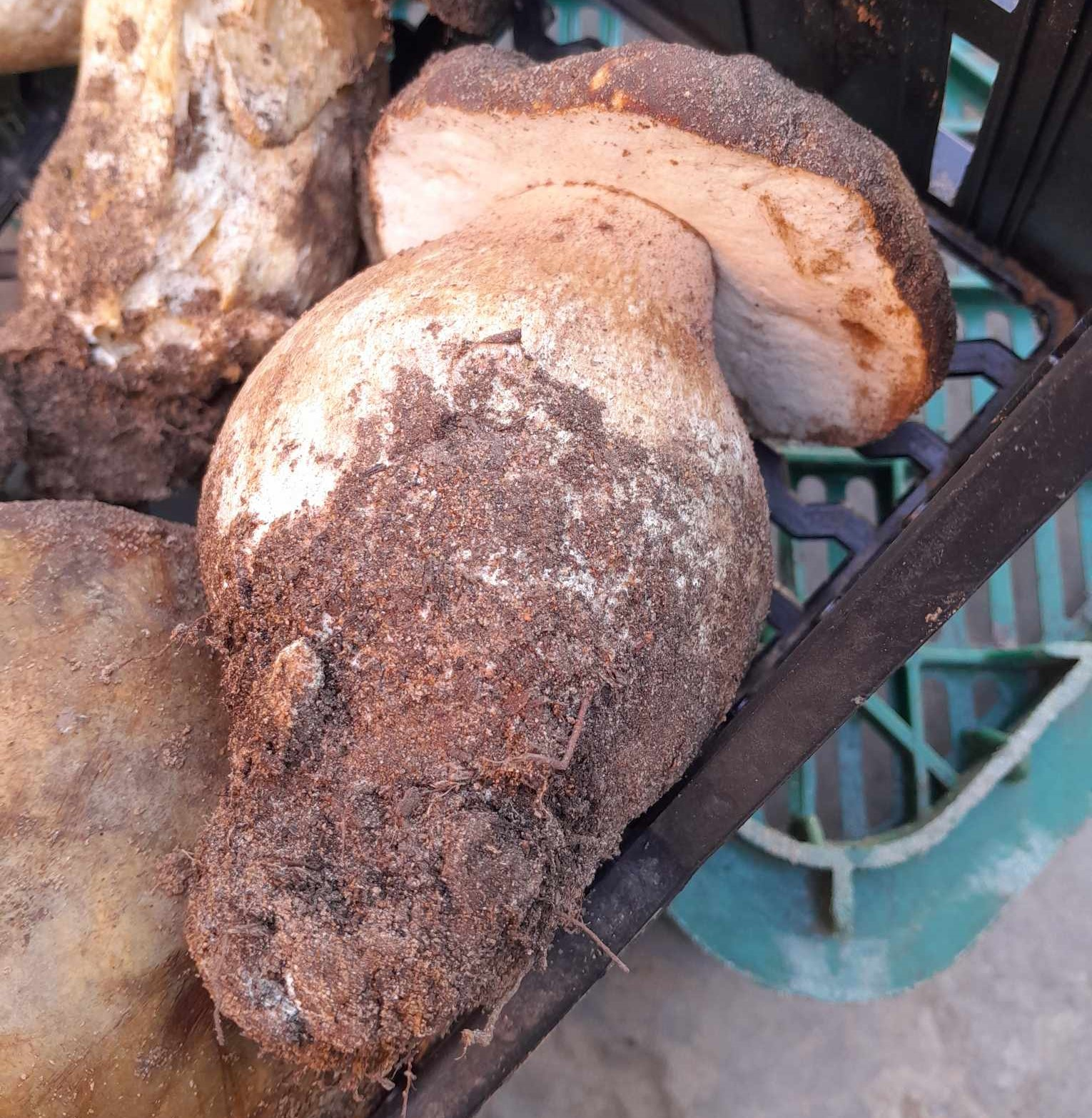
Cèpe de la Mamora (Boletus aereus var. mamorensis)

Formes avec un nom vernaculaire connu de Boletus edulis, le Cèpe de Bordeaux :
- Cèpe citron - Boletus edulis f. citrinus (anciennement Boletus venturii)[7], forme très rare au chapeau jaune citron. À noter que Boletus aereus et Boletus reticulatus possèdent tous deux aussi une forme connue à chapeau jaune (Boletus aereus f. citrinus pour B. aereus et non décrite pour B. reticulatus)
- Cèpe blanc - Boletus edulis f. albus (anciennement Boletus persoonii)[7], forme très rare entièrement blanche.
- Cèpe des bouleaux - Boletus edulis f. betulicola (anciennement Boletus betulicola)[7], forme très rare au chapeau grisâtre beige clair strictement liée aux bouleaux (Betula).
- Cèpe du Val Puster -  Boletus edulis var. pusteriensis (anciennement Boletus pusteriensis )[7], variété très rare aux tubes et pores jaune citrin dès le début et légèrement bleuissants, découverte dans le Val Pusteria.
- Cèpe maculé de fauve -  Boletus edulis f. fulvomaculatus (anciennement Boletus fulvomaculatus), forme très rare au chapeau jaunâtre taché de zones fauve. Il serait synonyme de Boletus edulis var. citrinus selon certains mycologues.

Formes avec un nom vernaculaire connu de Boletus aereus, le Cèpe bronzé :
- Cèpe de la Mamora - Boletus aereus var. mamorensis (anciennement Boletus mamorensis )[7], variété très rare méditerranéenne au pied radicant, liée au chêne liège sur terrain sableux.

## Confusions fréquentes et possibles

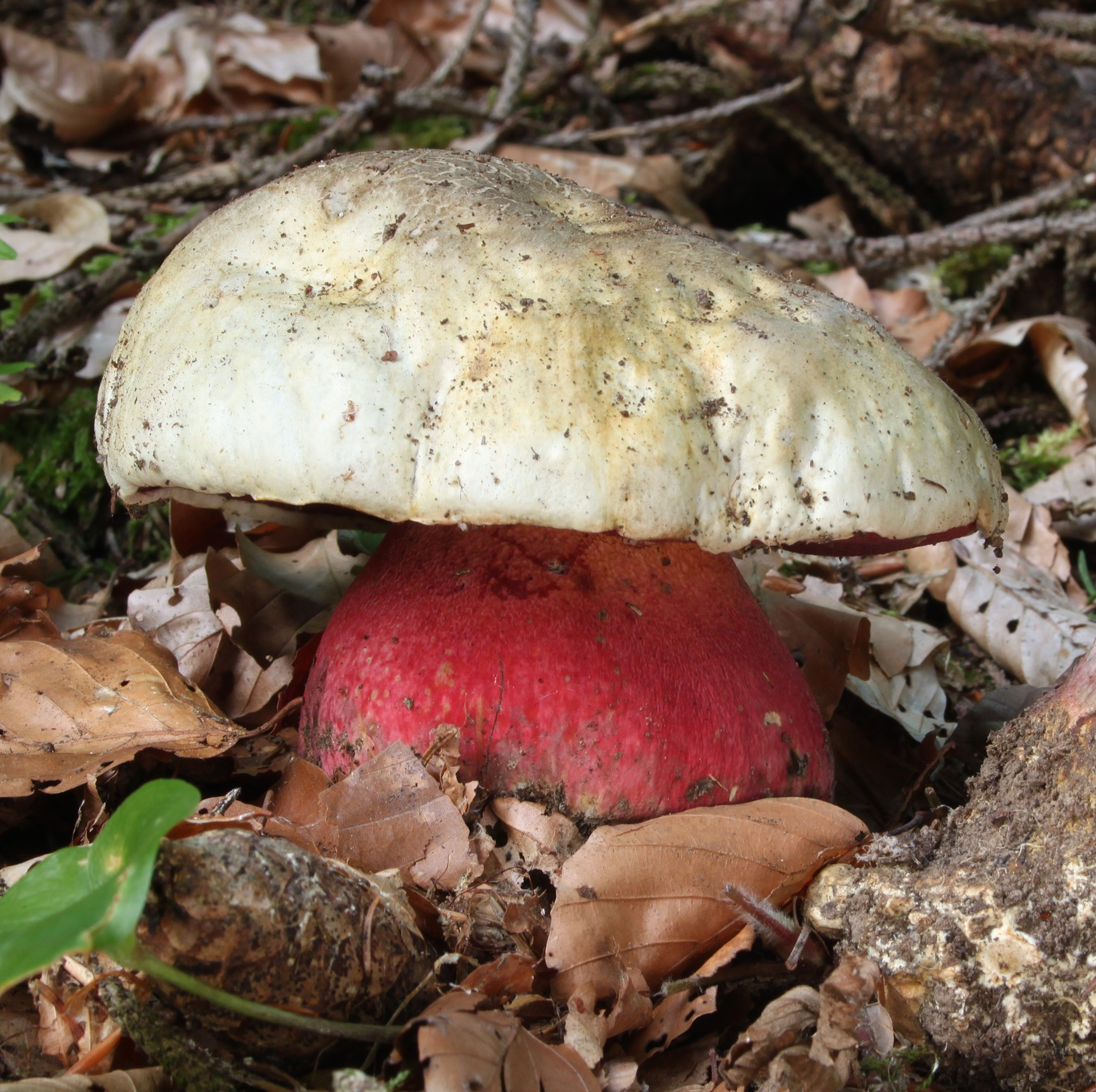
Le malfamé Bolet Satan (Rubroboletus satanas)

Ces Cèpes, notamment Boletus edulis, sont parmi les espèces de champignons sauvages les plus ramassées et recherchées. Cependant, étant des espèces populaires dites faciles à identifier, même pour les néophytes, elles peuvent tout de même être confondues avec d'autres espèces de bolets de valeur gustative égale, moindre, non comestibles ou même immangeables, rarement toxiques. Si les cueilleurs de Cèpes semblent être au courant de l'existence du Bolet Satan (Rubroboletus satanas) et craignent la confusion avec ce dernier, cette confusion est finalement improbable. Rien que par les critères morphologiques du Bolet Satan ; un pied aux teintes rouges, un chapeau blanc et une chair bleuissante, on fera aisément la différence entre cette espèce (rare, qui plus est) et les Cèpes. Cette espèce, diabolisée par les cueilleurs de Cèpes et la culture populaire, ne fait pas cas d'un très grand danger de confusion vu cette grande différence, mais plutôt d'une mauvaise réputation en tant que l'espèce de bolet toxique la plus connue. Mais contrairement à ce que beaucoup de cueilleurs de champignons pensent, elle n'est pas la seule espèce de bolet toxique en France, on en dénombre une douzaine, principalement les espèces du genre Rubroboletus et Imperator.

Si la confusion avec ces espèces toxiques est difficile et peu probable, les Cèpes sont cependant plus fréquemment confondus avec d'autres espèces de bolets par les cueilleurs. Ces espèces de bolets en question, ressemblant morphologiquement bien plus aux Cèpes, ne sont pas toutes toxiques mais sont pour une certaine partie simplement de moindre valeur culinaire que les Cèpes. Elles sont généralement moins connues du public, surtout pour les cueilleurs inexpérimentés, ce qui entraine communément des confusions entre ces dernières et les Cèpes, bien que ces confusions soient généralement bénignes. Parmi ces bolets ressemblants aux Cèpes et entraînant des confusions, on notera principalement :
- Le Bolet amer (Tylopilus felleus), qui est souvent confondu avec les Cèpes. Ses pores deviennent rosés avec l'âge, son pied moins obèse est orné d'un gros réseau sombre saillant et grossier (alors que celui de B.edulis est fin et blanc), et sa saveur est amère. Amer, non comestible, potentiellement émétique.
- Le Bolet des chênes verts (Leccinellum lepidum) et son cousin  le Bolet de Corse (Leccinellum corsicum), aux pores jaunes dès le début, au pied jaunâtre orné de squabrosités et à la chair rosissante-grisonnante. Comestibles.
- Le Bolet dépoli (Hemileccinum impolitum), au chapeau brunâtre à blanchâtre feutré, aux pores jaunes dès le début, au pied jaunâtre orné de squabrosités et à l'odeur iodée. Comestible.
- Le Bolet bai (Imleria badia), généralement plus petit, mais qui peut parfois être trapu. Cependant son pied reste lisse, sans réseau, et ses pores sont nettement bleuissants. Comestible réputé.
- Le Bolet appendiculé (Butyriboletus appendiculatus), comestible réputé, et son cousin  le Bolet des sapins (Butyriboletus subappendiculatus), comestible, aux pores jaunes dès le début plus au moins bleuissants et au pied jaune-jaunâtre.
- Le Bolet châtain (Gyroporus castaneus), plus petit, au pied cylindrique à la surface lisse, sans réseau, dont l'intérieur est caverneux à la coupe. Comestible cuit, jeune, après évaluation approfondie de l'état de conservation.
- Le Bolet chauve (Hemileccinum depilatum), au chapeau cabossé, aux pores jaunes dès le début, au pied jaunâtre orné de squabrosités et à l'odeur iodée. Sans interêt alimentaire.
- Le Bolet odorant (Lanmaoa fragrans), aux pores jaunes dès le début nettement bleuissants, au pied radicant lisse sans réseau, à la chair bleuissante et à l'odeur fruitée de chicorée. Comestible.
- Le Bolet rude des trembles (Leccinum duriusculum), surtout son aspect trapu, au pores blancs puis gris, au pied fibreux orné de squamules noires et à la chair grisonnante à la coupe, tachée de bleu à sa base. Chapeau comestible.
- Le Bolet des sables (Gyroporus ammophilus), au pied cylindrique à la surface lisse, sans réseau, dont l'intérieur est caverneux à la coupe, à l'aspect torturé et aux couleurs chaudes, poussant dans les terrains sableux du littoral. Suspecté de toxicité.
- Le Bolet radicant (Caloboletus radicans), surtout lorsqu'il perd ses couleurs avec la sécheresse, au chapeau blanchâtre à brunâtre, aux pores jaunes dès le début nettement bleuissants, aux pied orné d'un fin réseau disparaissant parfois, à la chair bleuissante et à la saveur amère. Amer, non comestible, potentiellement émétique.

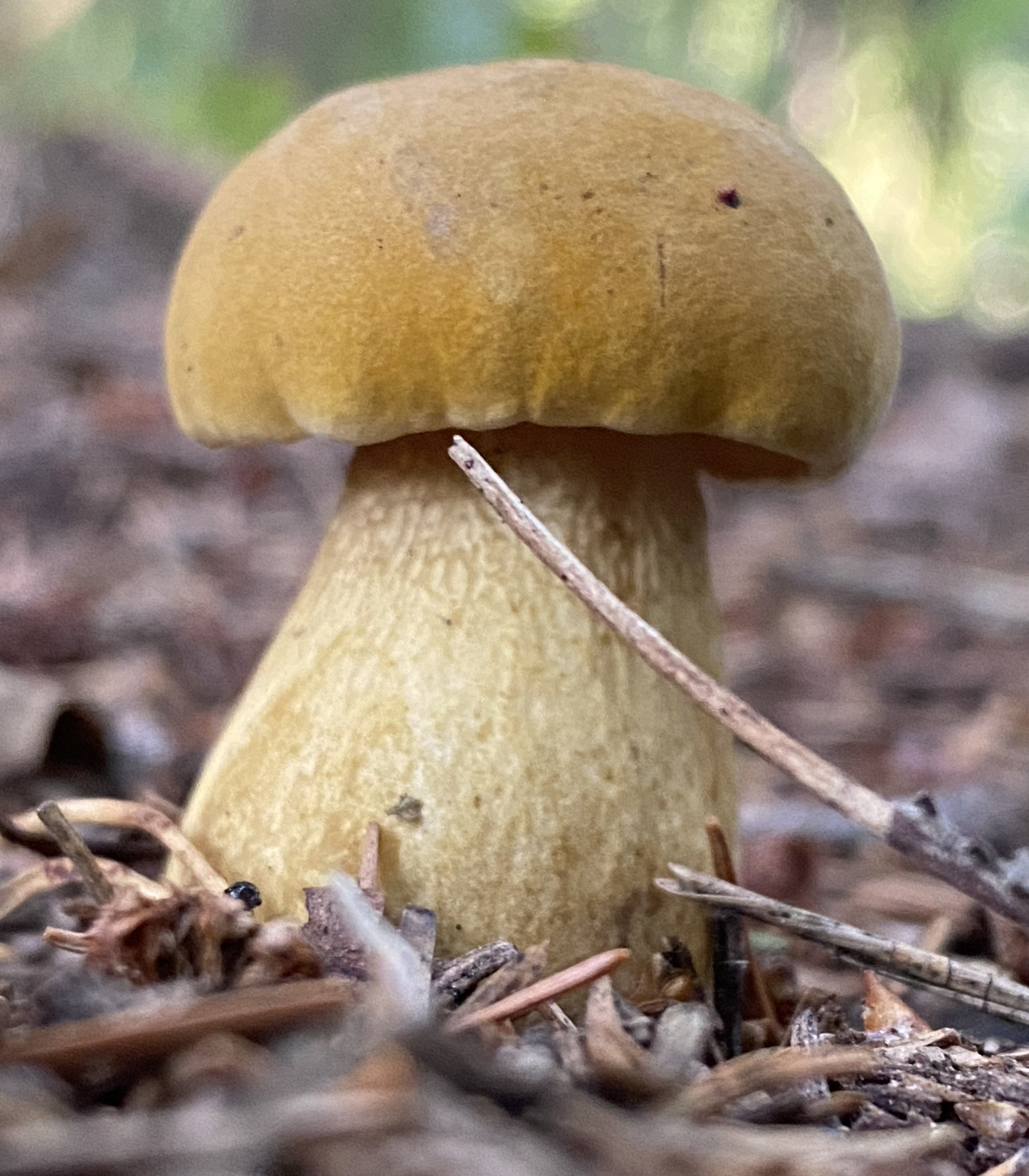
Le Bolet amer (Tylopilus felleus)
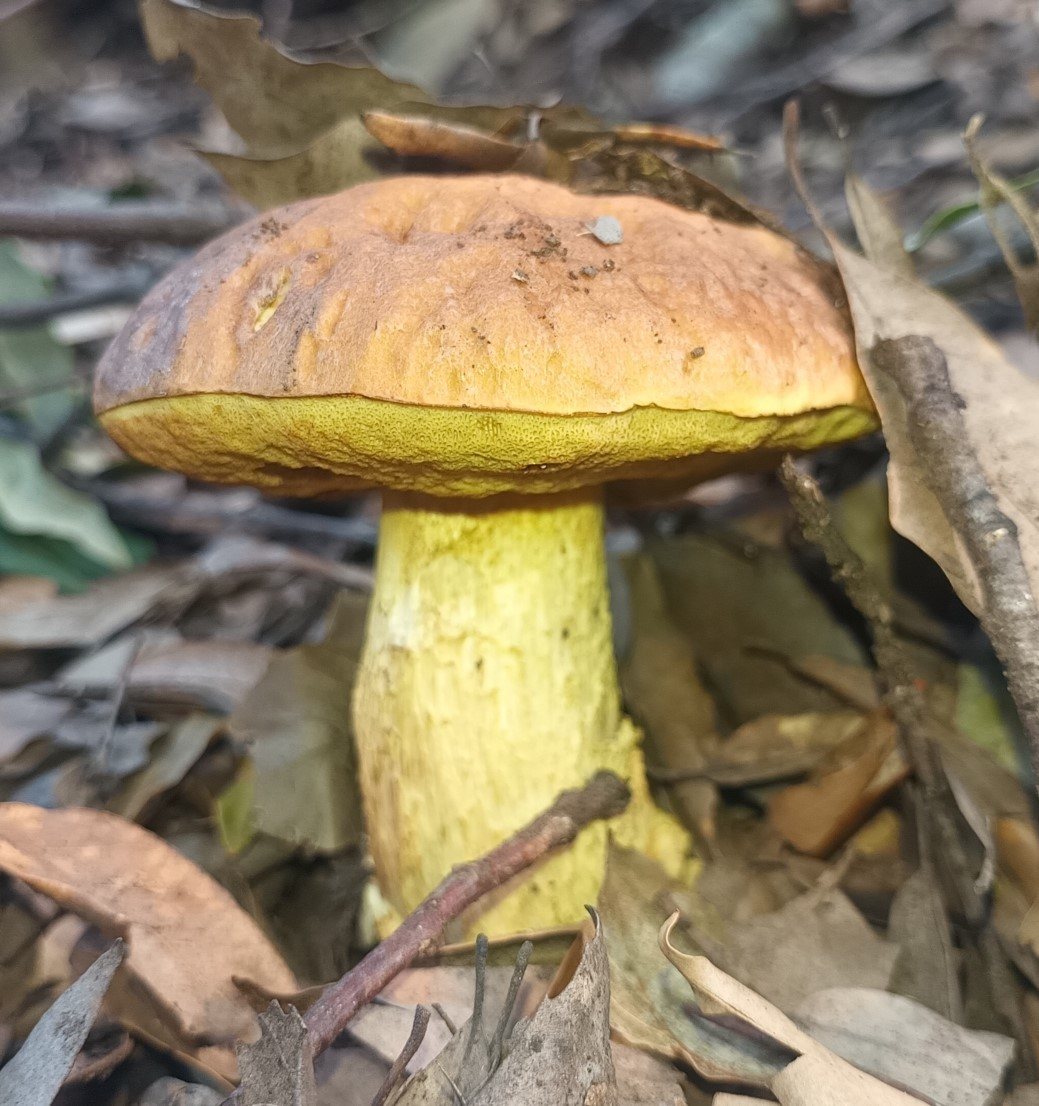
Le Bolet des chênes verts (Leccinellum lepidum)
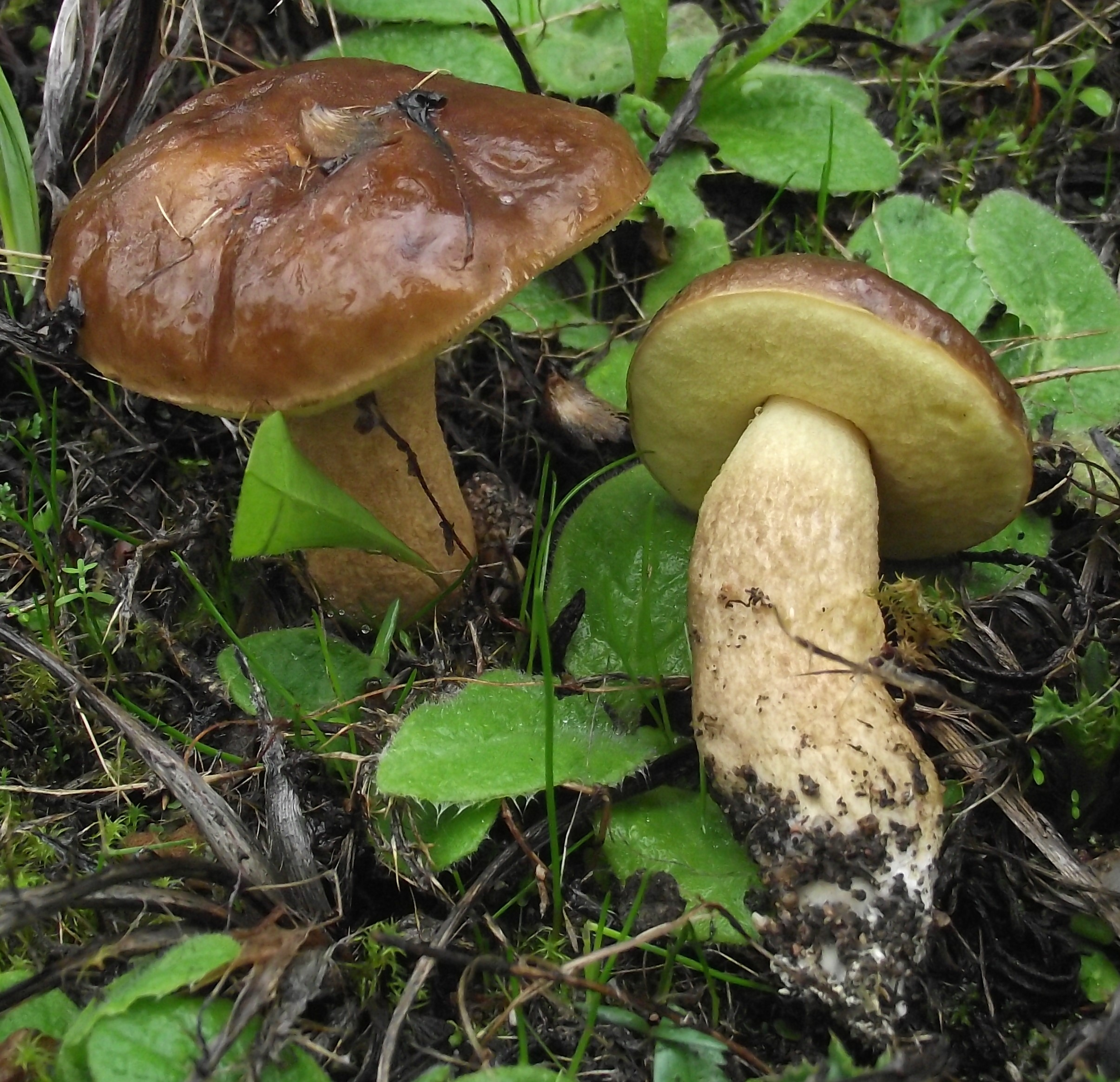
Le Bolet de Corse (Leccinellum corsicum)
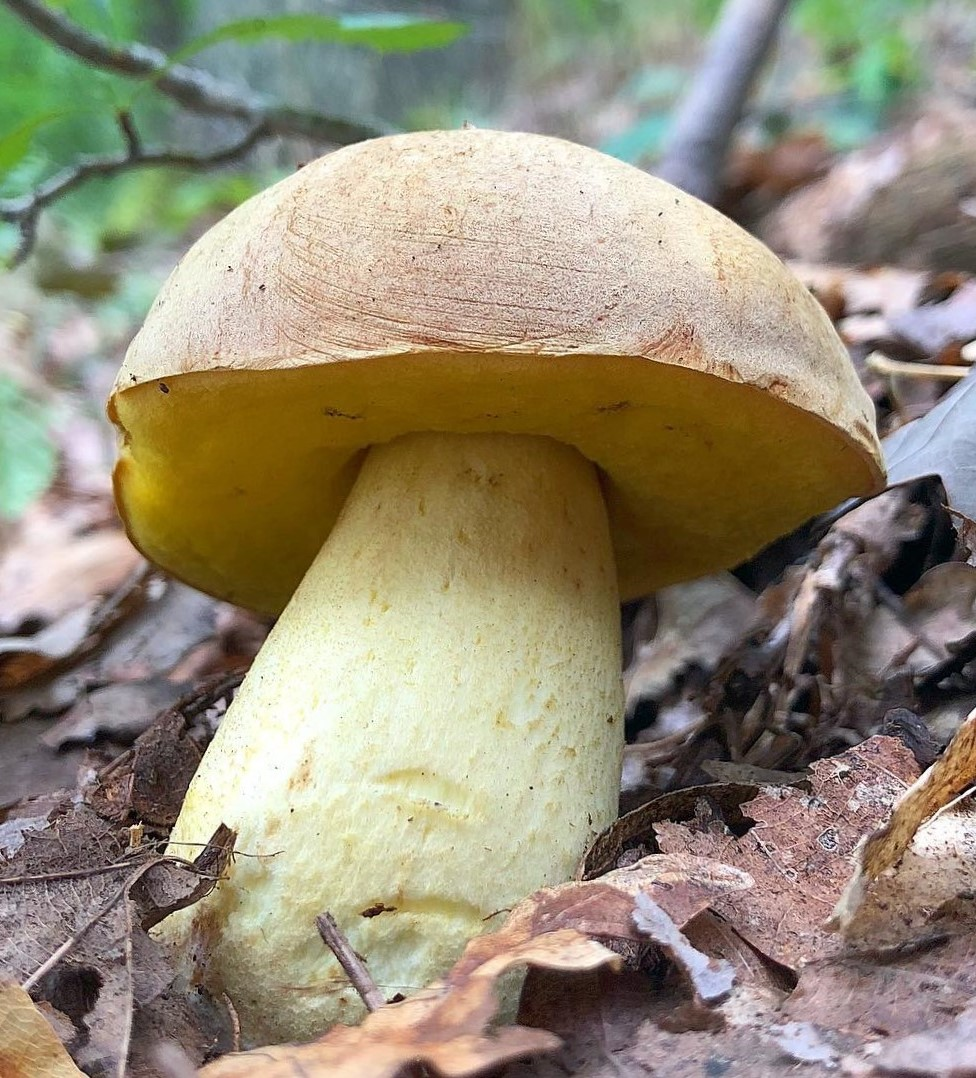
Le Bolet dépoli (Hemileccinum impolitum)
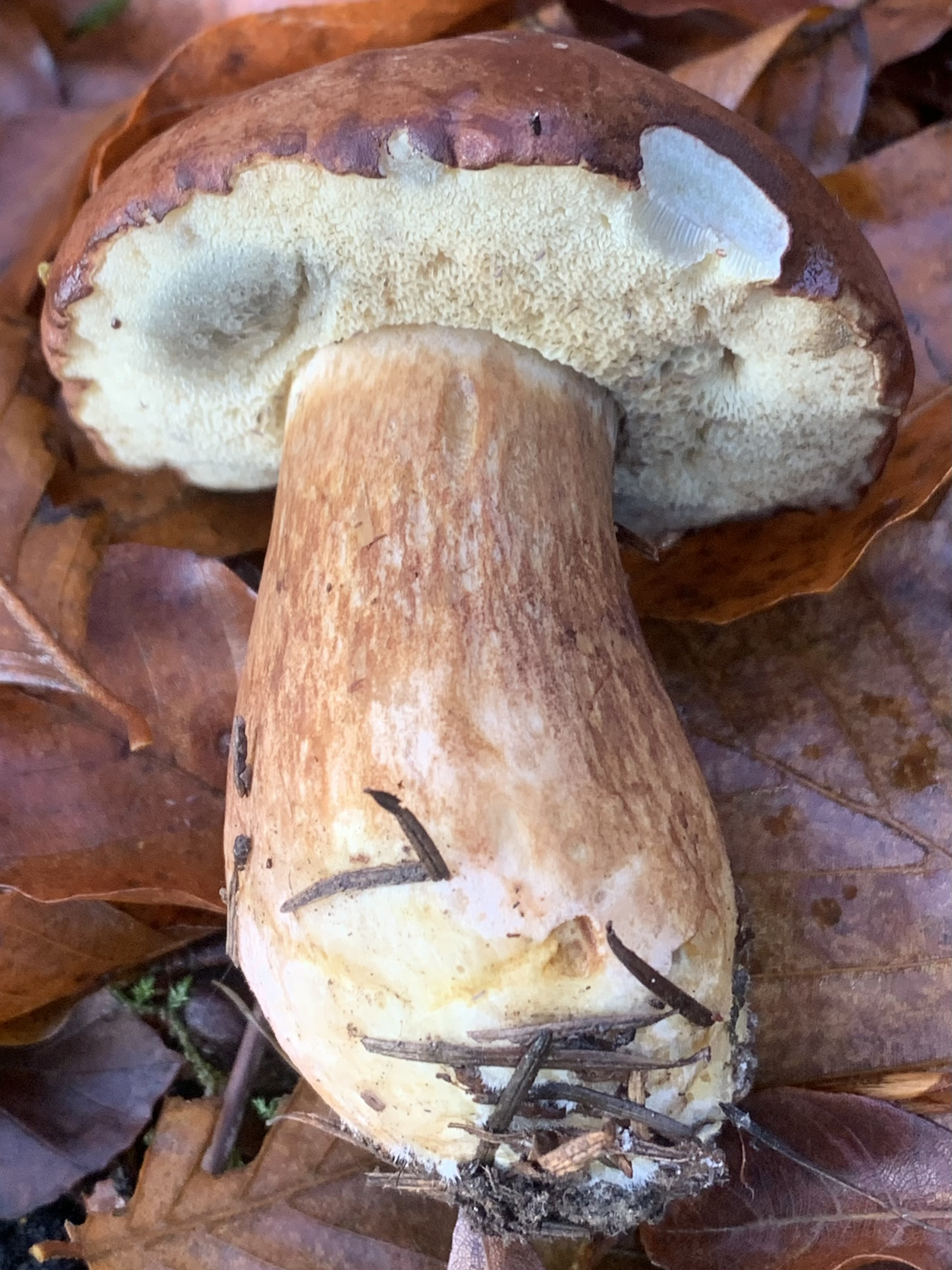
Le Bolet bai (Imleria badia)
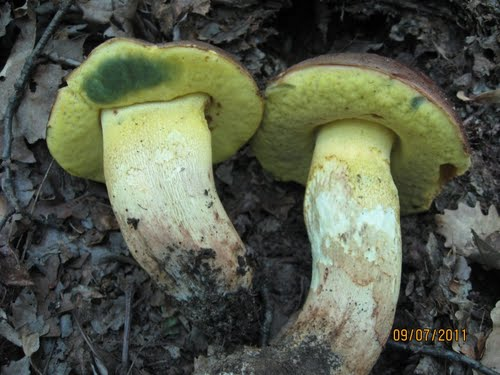
Le Bolet appendiculé (Butyriboletus appendiculatus)
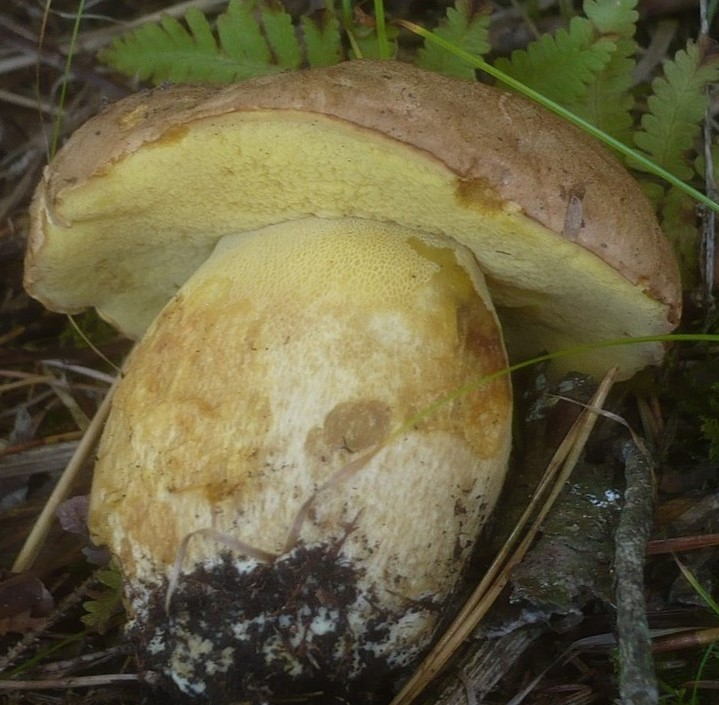
Le Bolet des sapins (Butyriboletus subappendiculatus)
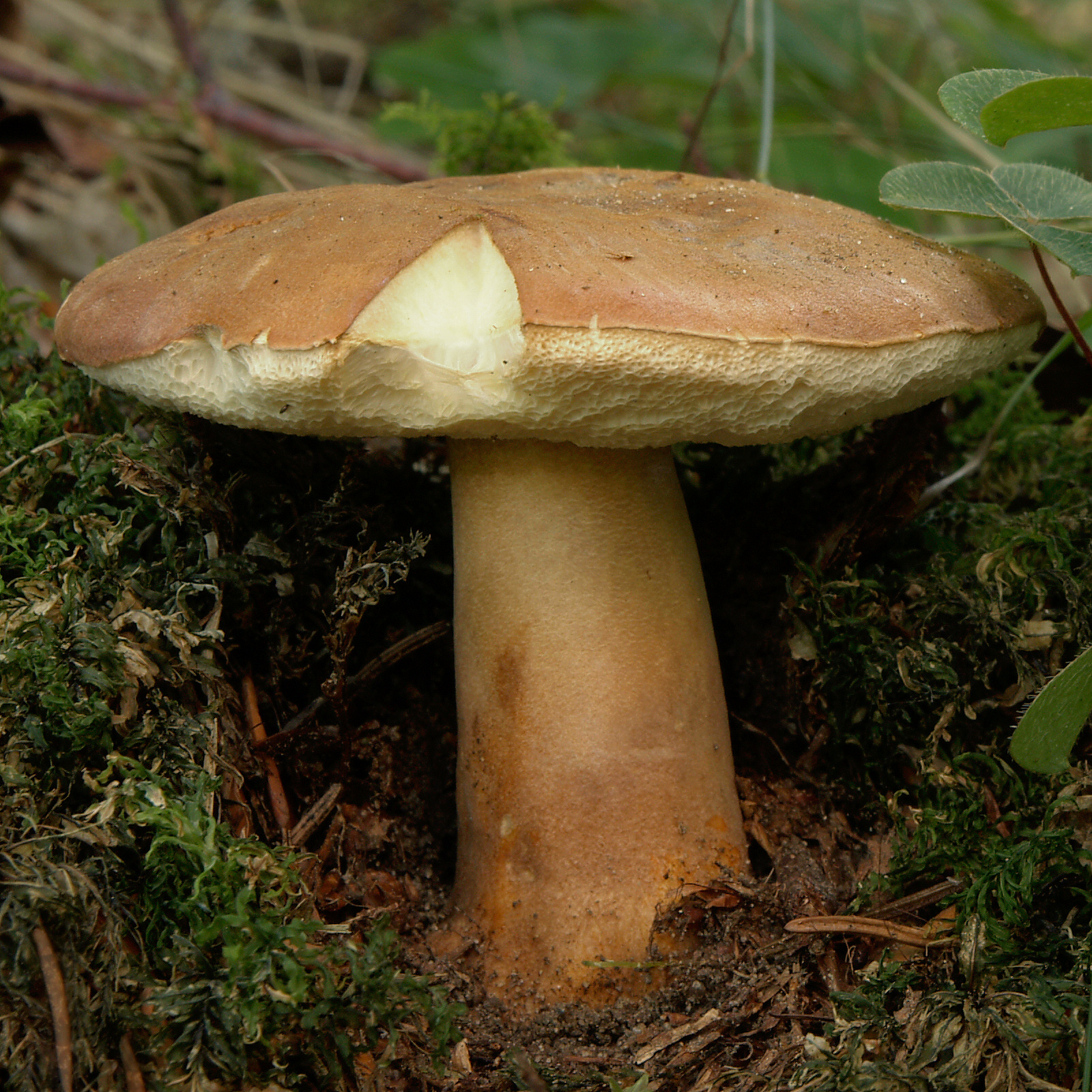
Le Bolet châtain (Gyroporus castaneus)
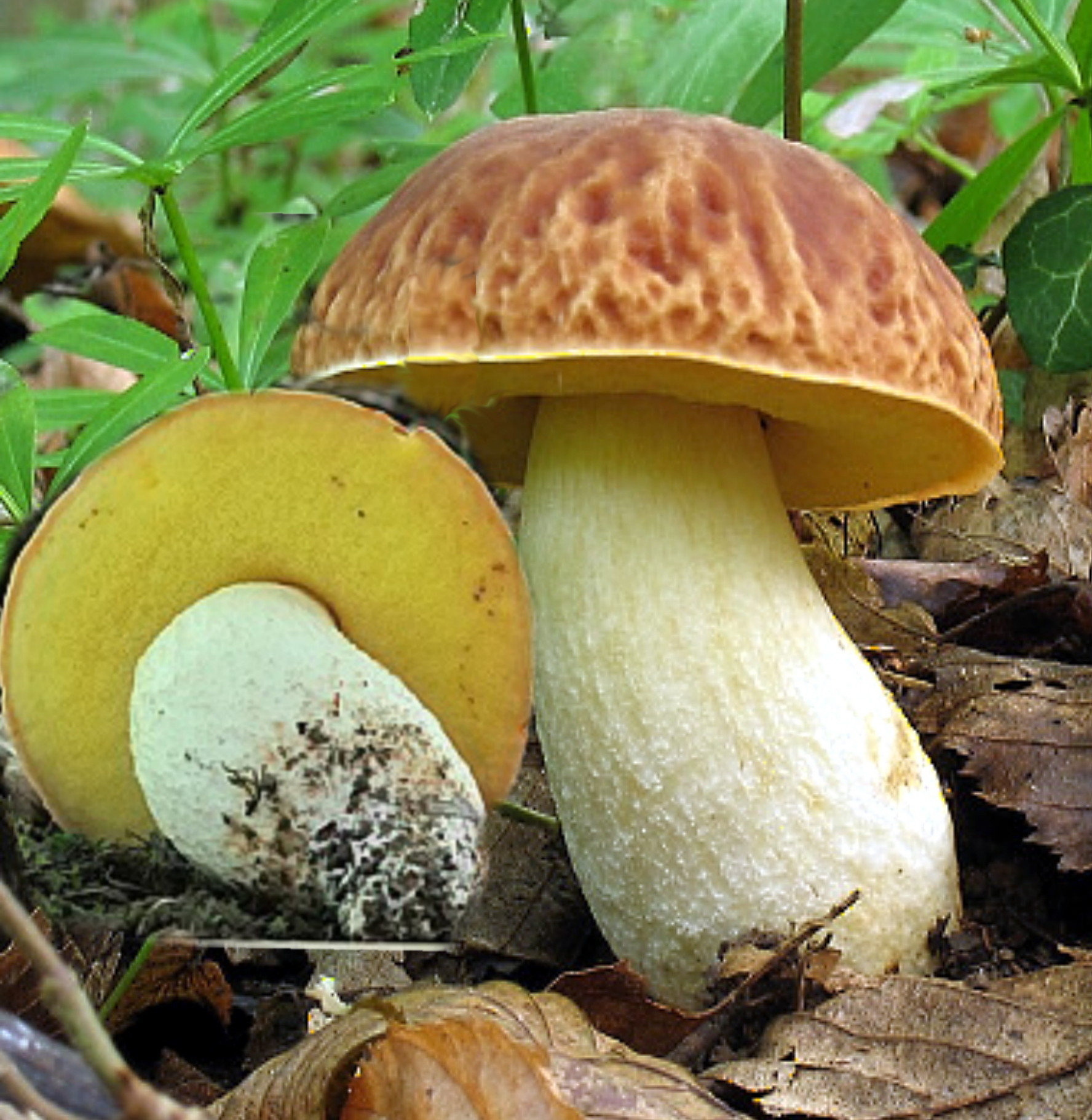
Le Bolet chauve (Hemileccinum depilatum)
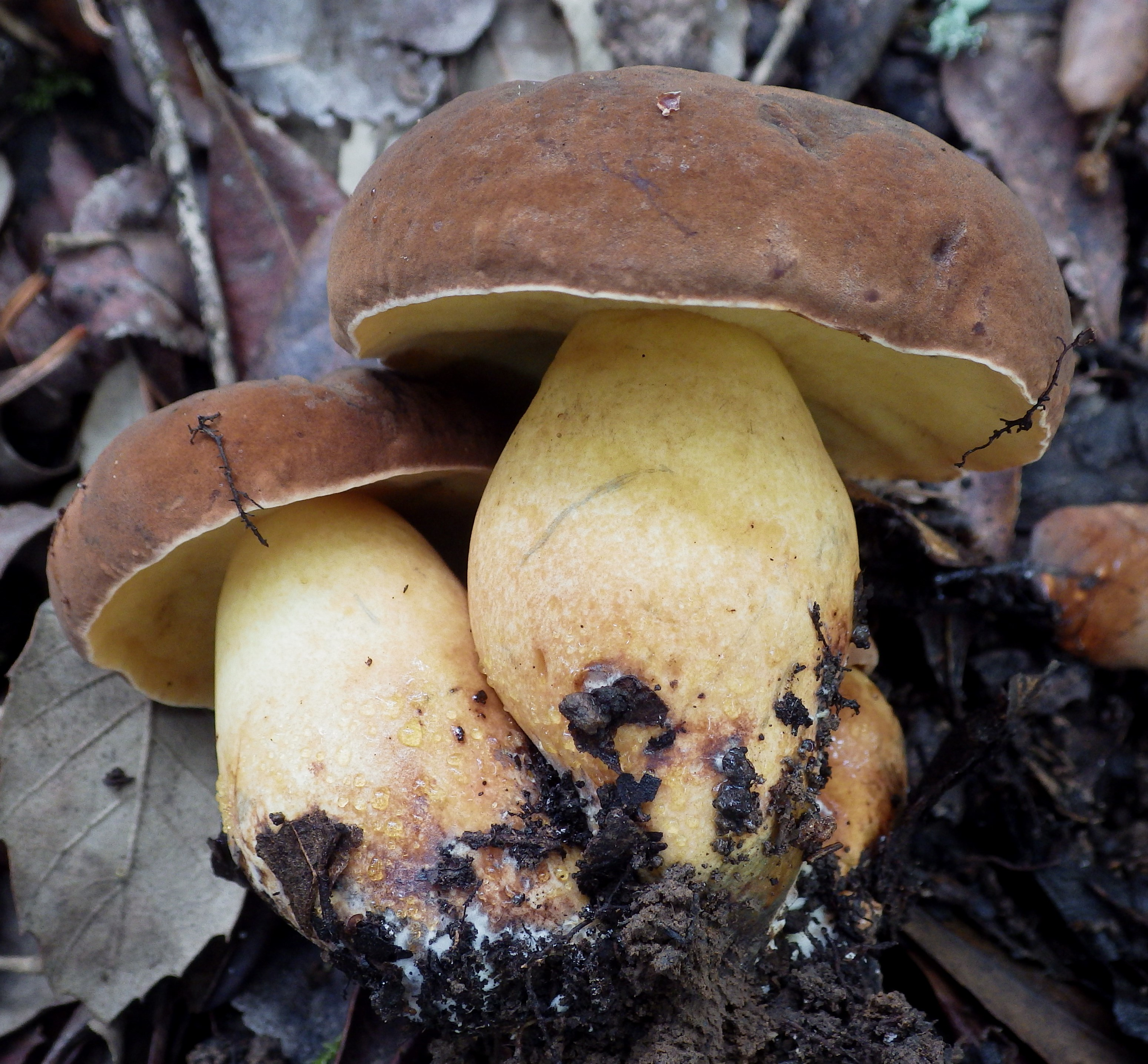
Le Bolet odorant (Lanmaoa fragrans)
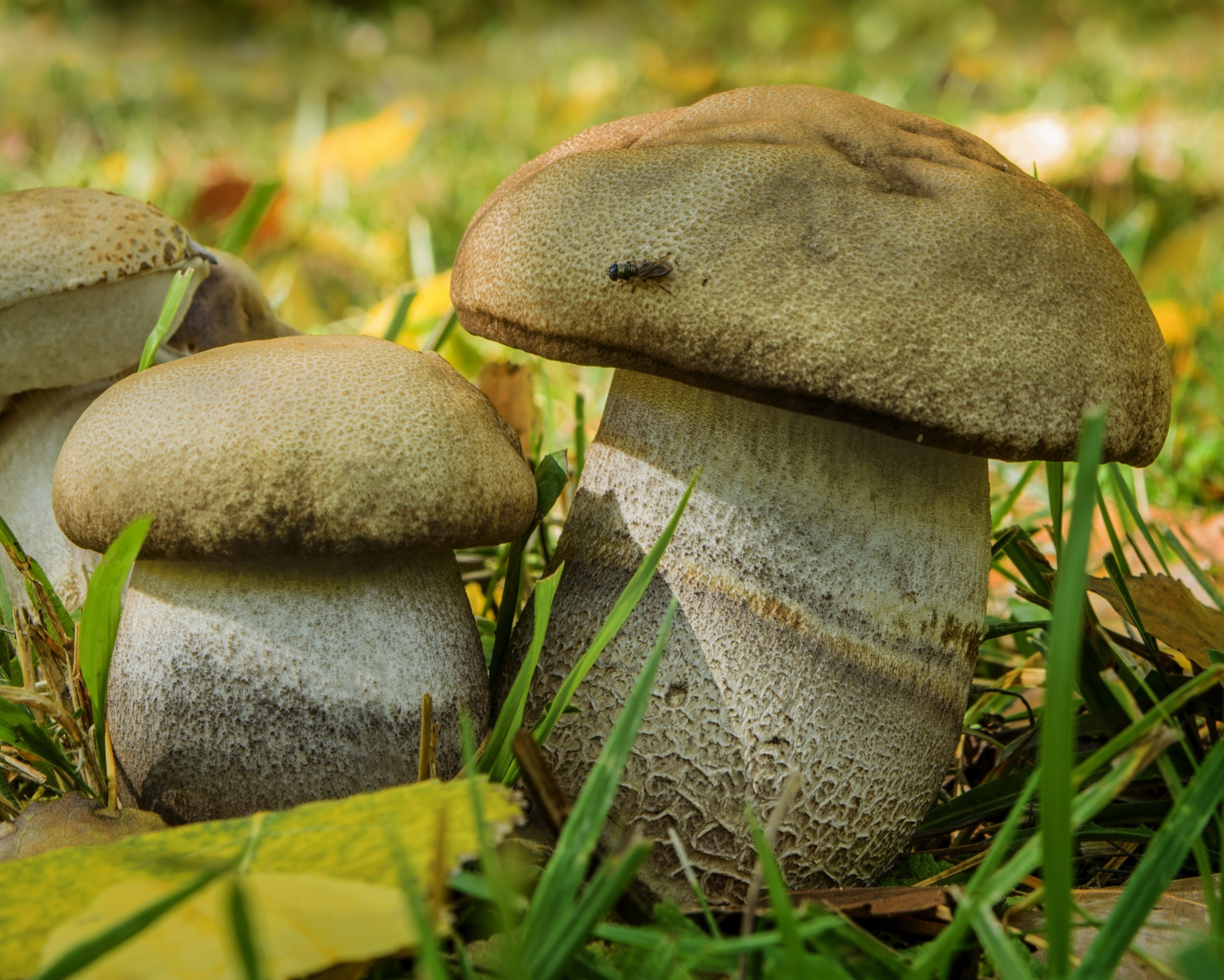
Le Bolet rude des trembles (Leccinum duriusculum)
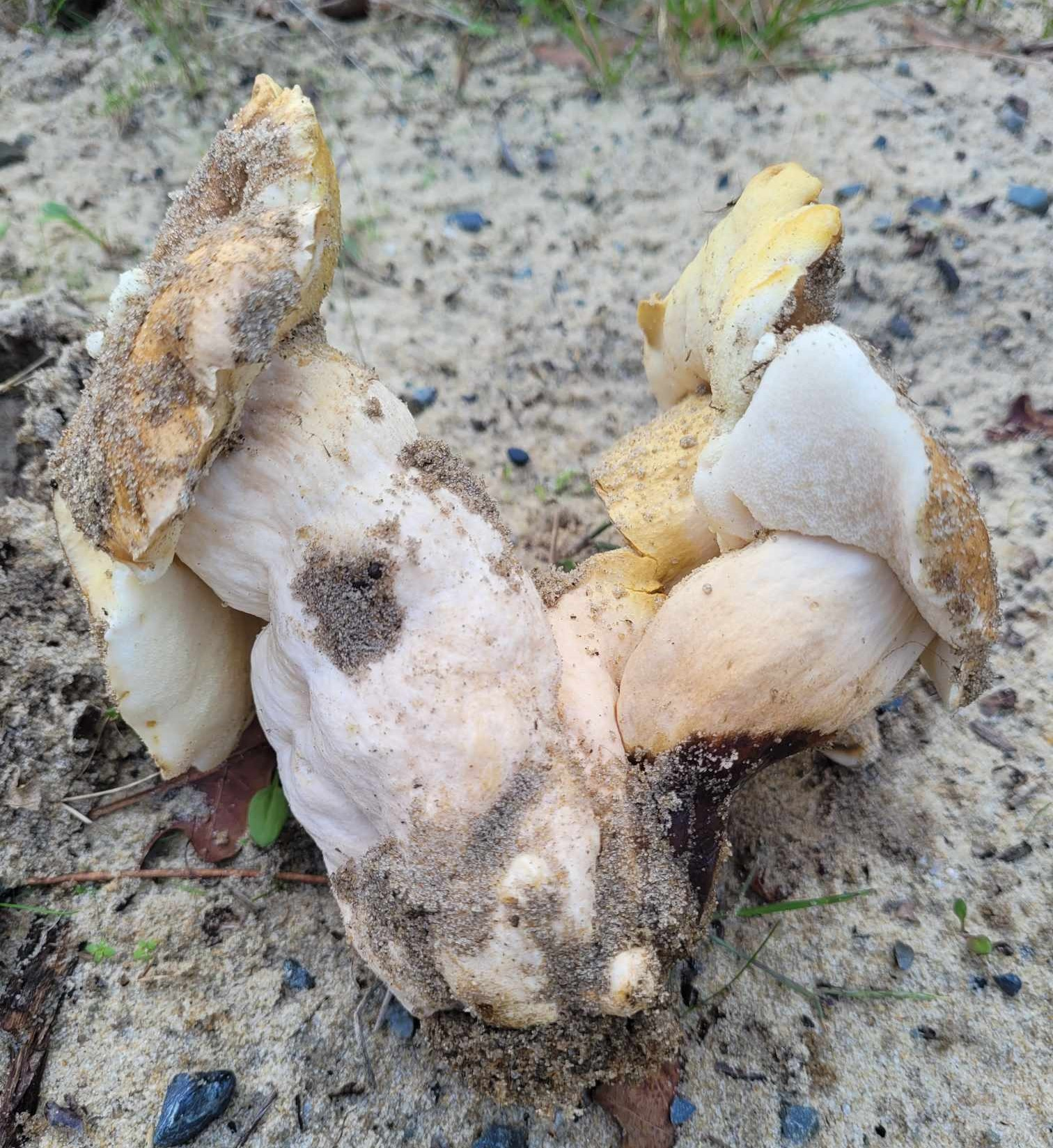
Le Bolet des sables (Gyroporus ammophilus)
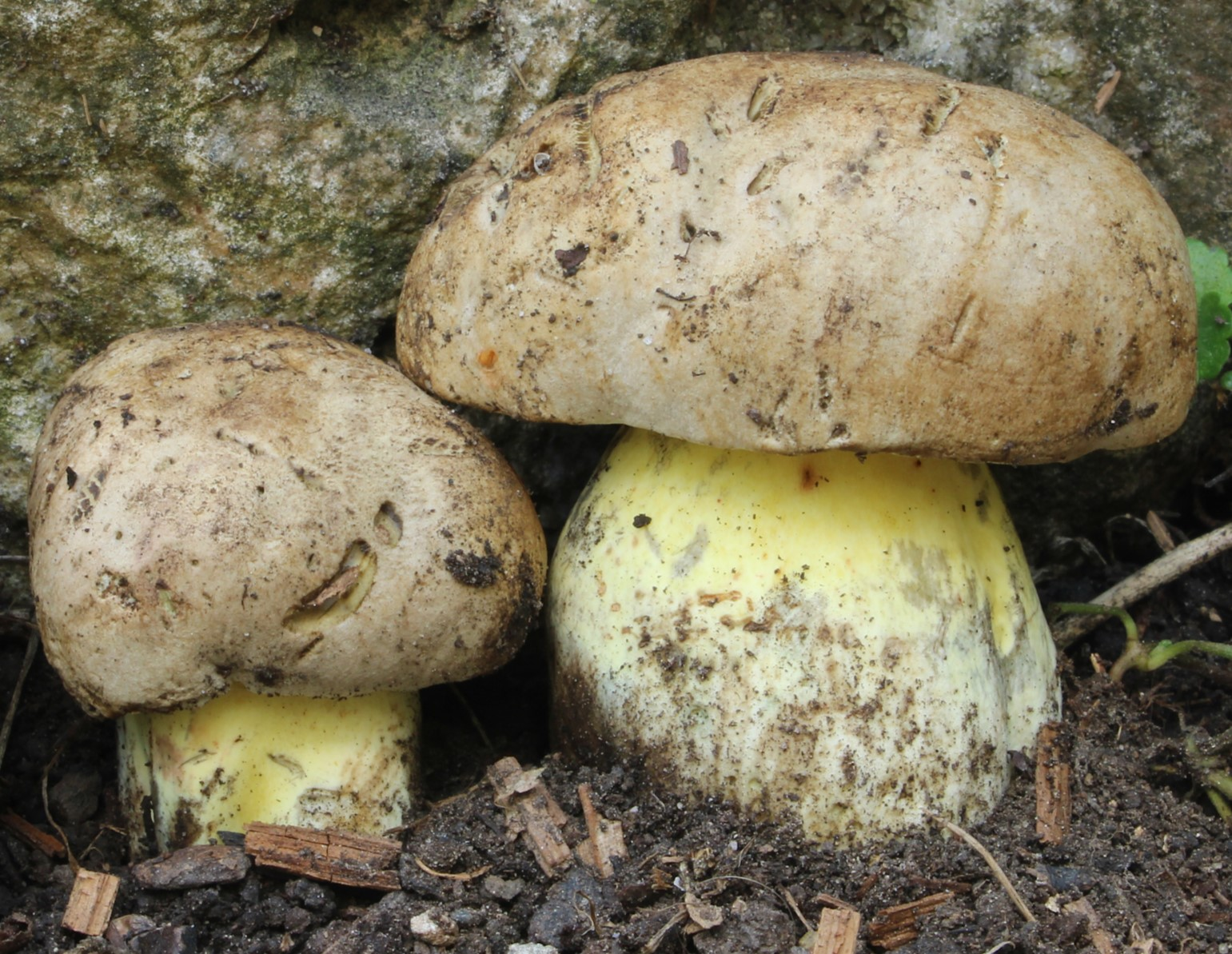
Le Bolet radicant (Caloboletus radicans)

## Noms divers non-officiels
Quelques exemples de noms vulgaires utilisant le terme de "Cèpe", non retenus par la SMF et dont l’usage est attesté.
Pour les bolets suivants, leur appellation en tant que "Cèpe" est incorrecte et relève d'un abus de langage, les utilisateurs synonymisant à tort le mot Cèpe avec le mot bolet. Cette liste d'exemple est variable selon les usages, assez arbitraires, des personnes utilisant abusivement le terme de "Cèpe". Si ce terme est utilisé pour une autre espèce que les Boletus sensu stricto, il s'agit alors d'une appellation abusive.
- "Cèpe" - nom parfois utilisé vaguement, en dehors de son sens strict, pouvant dans ce cas désigner toute espèce de bolet comestible, dont les Boletus sp, selon une utilisation abusive du terme[1],[12].
- "Cèpe d'automne" - à peu près la même chose, mais dans ce cas se référant un peu plus précisément aux Boletus sensu stricto, généralement plus communs en automne, ou en tout cas connus pour pousser à cette période, notamment faisant référence à Boletus edulis, le Cèpe de Bordeaux[12].
- "Cèpe des châtaigniers" - même utilisation abusive, mais tentant cette fois de donner un nom à l'espèce selon l'arbre à laquelle elle est inféodée[9].
- "Cèpe des bouleaux" ou "Cèpe de bouleau" - nom abusif désignant en réalité les Bolets rudes du genre Leccinum de par leur inféodation typiques aux bouleaux (Betula), notamment le Bolet rude (Leccinum scabrum). Ce nom est une appellation très vague et ambiguë, des dizaines d'espèces de bolets rudes existants. Cependant, si jamais ce nom devrait correctement revenir à un taxon, il serait dans ce cas correct pour Boletus edulis f. betulicola, une forme bétulicole à chapeau gris crème rarissime du Cèpe de Bordeaux (Boletus edulis)
- "Cèpe bleuissant" - nom abusif, constituant une véritable oxymore. Aucune espèce de Cèpe ne bleuit, le bleuissement n'étant pas une caractéristique des Cèpes. Vient d'une confusion entre le mot Cèpe et le mot Bolet.
- "Cèpe creux" - nom abusif désignant en réalité le bolet châtain (Gyroporus castaneus)[9].
- "Cèpe diabolique" - nom abusif désignant en réalité le bolet Satan (Rubroboletus satanas)[9].
- "Cèpe jaune" - nom abusif pouvant désigner le bolet jaune (Suillus luteus), d'autres espèces de Suillus, ou n'importe quelle espèce de Suillus[12].
- "Cèpe jaune des pins" - même utilisation abusive, mais tentant d'être plus précise en désignant l'arbre hôte typique des Suillus[12],[9].
- "Cèpe mou" - utilisation abusive du terme pouvant désigner plusieurs espèces différentes selon une utilisation extrêmement arbitraire faite par l'utilisateur, désignant généralement un bolet à la chair molle, ce qui pourrait aussi bien désigner un vieux Boletus sensu stricto qu'un Suillus, un Leccinum ou un Xerocomus[12].

- "Cèpe orangé" - utilisation abusive désignant les espèces de Leccinum à chapeau orangé (L. aurantiacum, L. versipelle, L. albostipitatum, ...) [12].

- "Cèpe des pins" - nom vernaculaire normalisé et correct pour Boletus pinophilus, mais souvent utilisé abusivement pour désigner d'autres espèces, notamment des Suillus, avec une connotation négative. Voir Cèpe des pins.

Le Bolet amer (Tylopilus felleus) est aussi parfois nommé "Faux Cèpe".

## Commerce des cèpes

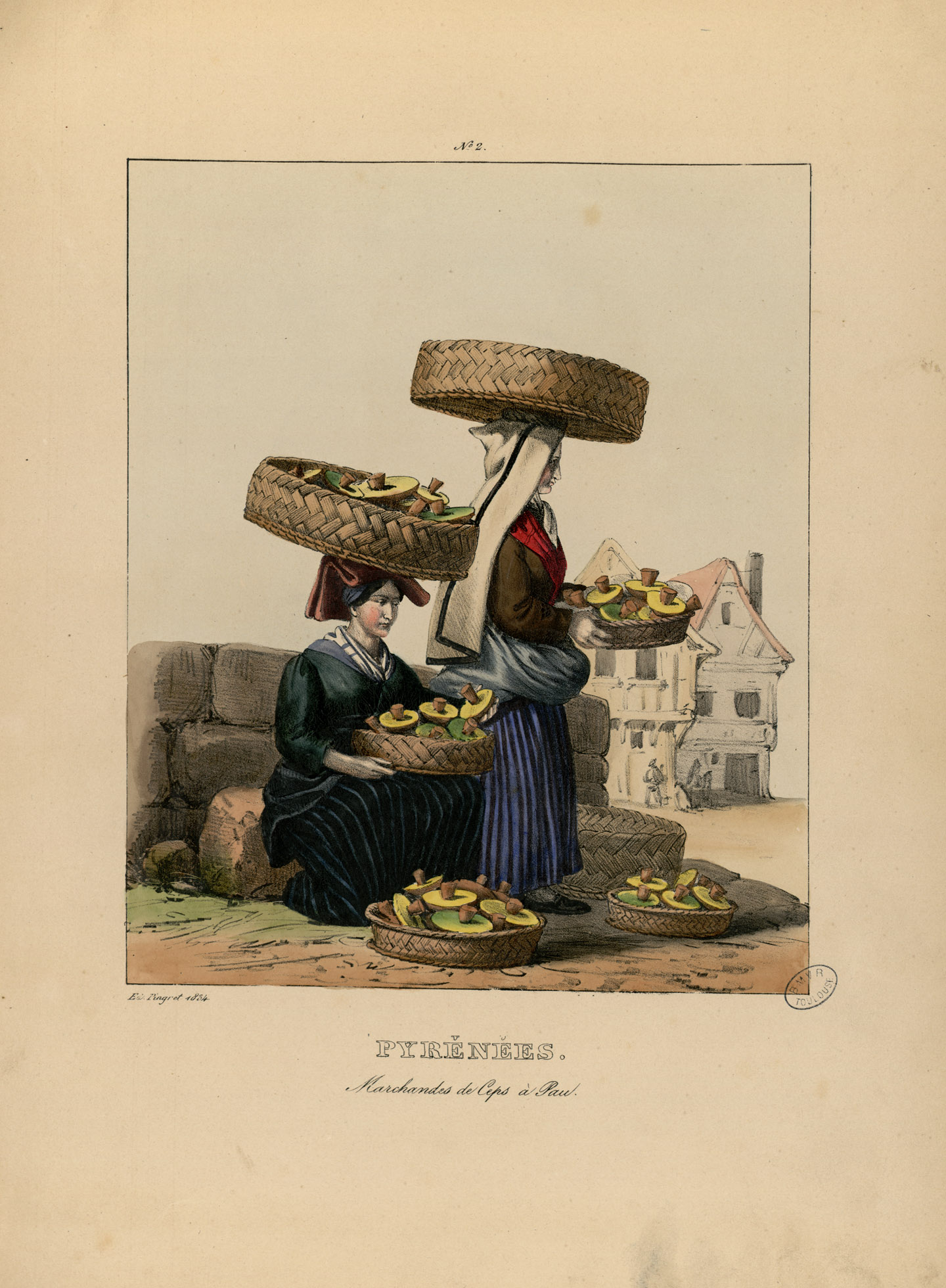
Marchandes de cèpes à Pau (Pyrénées). Peinture d'Édouard Pingret de 1834

La France, en 2014, est importatrice nette de cèpes, d'après les douanes françaises. Le prix à la tonne à l'import était d'environ 14 000 €.

### Estimation du tonnage
Les cèpes peuvent varier considérablement en taille. Une estimation de 1998 suggère la consommation annuelle totale mondiale de Boletus edulis et des espèces étroitement apparentées, Boletus aereus, Boletus pinophilus et Boletus reticulatus se situerait entre 20 000 et 100 000 tonnes. Selon les chiffres officiels, environ 2 700 à 3 000 tonnes ont été vendues en France, en Italie et en Allemagne en 1988. La quantité réelle doit dépasser largement ces chiffres car il ne tient pas compte des ventes informelles ou de la consommation des récolteurs occasionnels. Ils sont largement exportés et vendus sous forme séchée, proposés dans des pays où ils n'existent pas naturellement, comme l'Australie et la Nouvelle-Zélande. La communauté autonome de Castille et León en Espagne produit de 7 700 à 8 500 tonnes par an. À l'automne, le prix de cèpes dans l'hémisphère Nord se situe généralement entre 20 € et 80 € le kilogramme selon la qualité, mais à New York en 1997, la rareté a fait grimper le prix de gros à près de 200 € le kilogramme.

### Cèpes séchés italiens

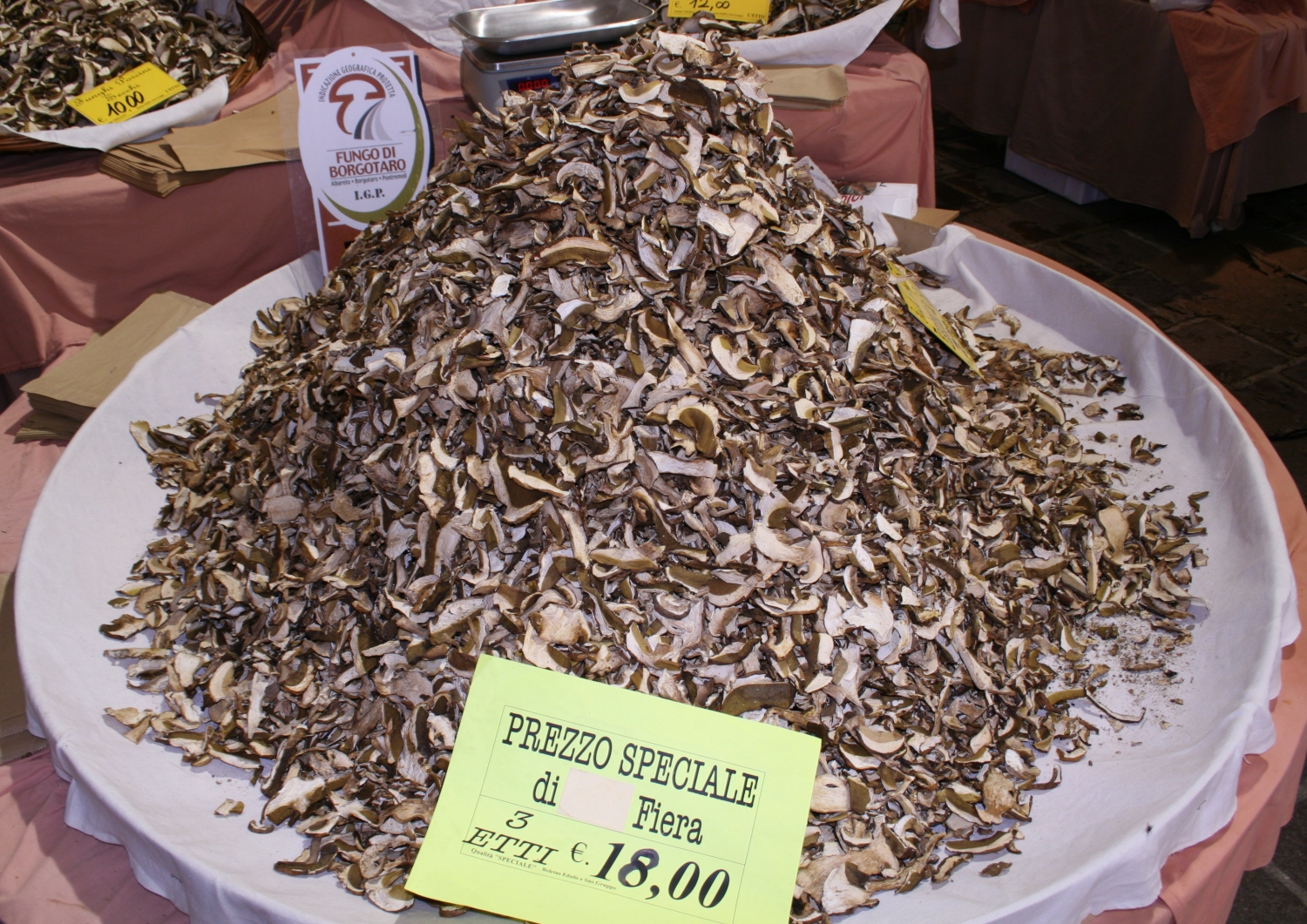
Un monceau de cèpes séchés à Borgotaro au festival des porcini, Italie.

Dans les environs de Borgotaro dans la province de Parme d'Italie du Nord, les quatre espèces Boletus edulis, Boletus aereus, Boletus aestivalis et Boletus pinophilus ont été reconnues pour leur goût supérieur et officiellement appelé Fungo di Borgotaro. Ces champignons, collectés depuis des siècles, sont exportés commercialement. Cependant, en raison des tendances récentes dans la mondialisation du commerce des champignons, la plupart des cèpes commercialement disponibles en Italie ou exportés par l'Italie ne sont plus originaires d'Italie. Ces cèpes et autres champignons sont importés en Italie en provenance de divers endroits, en particulier de Chine et des pays d'Europe de l'Est. Ces derniers sont ensuite souvent réexportés sous le label Cèpes à l'italienne,.

#### IGPFungo di Borgotaro
Il existe une appellation d’origine contrôlée européenne (IGP) pour les cèpes, il s’agit du « Fungo di Borgotaro (it) » qui distingue les cèpes de la région de Borgo Val di Taro en Italie qui se situe dans le Haut Val Taro près de Parme.

### Baisse de la qualité
En Italie, la déconnexion avec la production locale a eu un effet négatif sur la qualité, par exemple, dans les années 1990, certains des porcini séchés exportés vers l'Italie de la Chine contenait des bolets amers (Tylopilus felleus), semblables en apparence, et une fois secs, presque impossibles à distinguer des Boletus par les cuisiniers ou les mycologues. Les Tylopilus felleus ont généralement un goût très amer. Cette amertume est transmise à la saveur des cèpes avec lesquels ils sont mélangés.
Après la chute du rideau de fer et des barrières économiques et politiques qui ont suivi, tant centrale qu'orientale, les pays européens où les traditions locales de récolte de champignons, comme l'Albanie, la Bulgarie, la Macédoine, la Roumanie, la Serbie et la Slovénie, se sont instaurés exportateurs de cèpes, se concentrant principalement sur le marché italien. Cèpes et autres champignons sauvages sont également destinés à la France, à l'Allemagne et aux autres marchés d'Europe occidentale, où la demande existe, mais la collecte à l'échelle commerciale fonctionne mal. Toutefois, la cueillette de Boletus edulis est devenue une source de revenu saisonnier et un passe-temps dans des pays comme la Bulgarie, en particulier pour de nombreux Roms et chômeurs. Malheureusement, un manque de contrôle conduit à une forte exploitation de cette ressource de champignons.